# Mia (lied)
Mia is een lied van de Belgische groep Gorki uit 1992, afkomstig van hun debuutalbum Gorky uit 1992.
Het is hun bekendste en populairste nummer. Tegenwoordig wordt het als een klassieker gezien.

## Geschiedenis
Mia was oorspronkelijk een harde rocksong. De bekende versie is de B-kant van een andere single, Soms Vraagt Een Mens Zich Af, die in 1992 werd uitgebracht en slechts de 32ste plaats in de hitlijsten haalde. Het nummer stond ook op hun debuutplaat Gorky.
Firmin Michiels, de platenbaas van het album Gorky vond dat het lied Mia op een rustig en trager tempo mocht gespeeld worden met aansluitend een mooie piano solo op het einde. De piano solo werd bedacht door Wouter Van Belle, de producer van de plaat.
Na de slechte start werd het lied doorheen de jaren steeds populairder bij fans. In de jaarlijkse Tijdloze 100 van Studio Brussel, waarin luisteraars hun favoriete nummers kunnen stemmen, steeg Mia elk jaar wat hoger.
In 2003 werd Mia ineens in heel Vlaanderen gedraaid en een publieksfavoriet. Luc De Vos was tijdens deze periode ook geregeld te gast in allerlei televisieprogramma's waar hij ook vaak live optrad en het nummer vertolkte. Hierdoor bereikte zijn muziek een groter publiek en werd Mia op korte tijd immens populair. In diverse Vlaamse Top 100-eindejaarslijsten van 100 favoriete singles (de Tijdloze 100 op Studio Brussel, 100 op 1 bij Radio 1) eindigde Mia sindsdien steevast in de Top 5 en regelmatig zelfs op nr. 1. In 2015 behaalde de single een gouden plaat in België.
Op 29 november 2024, dag op dag 10 jaar na de dood van Luc De Vos, werd het lied door 7000 mensen gezongen op de Vrijdagmarkt in Gent. Flip Kowlier verzorgde de zang, terwijl de oorspronkelijke leden van Gorki het lied speelden. Dit moment werd live uitgezonden via verschillende kanalen, waaronder VRT1, VRT CANVAS, Radio 1, Radio 2 en MNM. Een maand later werd het lied tot nummer 1 gestemd in de radio2 top 2000.

## Thema
Het lied zingt over een soort mythische vrouw, Mia, door Luc De Vos omschreven als een "madonna en een hoer tegelijkertijd". Het lied schetst het troosteloze leven van iemand die tracht zijn weg te vinden in het leven, terwijl “de middenstand het land regeert” en we “voorlopig doorgaan op het lichtend pad, het verkeerde spoor”. Hij zingt dat mensen “als hij” overal te vinden zijn “op de arbeidsmarkt, in dit tranendal”. Terwijl hij zijn leven op de baan tracht te krijgen, gaat de tijd onherroepelijk voorbij, terwijl sterren komen en gaan en “alleen Elvis blijft bestaan”.
Mia blijkt in staat de figuur te troosten door te vragen of “hij nog kan dromen?” en “dat niemand verloren gaat”. Ze biedt de hoofdfiguur eten aan in ruil voor de afwas en wordt door de zanger gemaand “dat mensen als jij niet moeilijk moeten doen en een kans geven voor ze stom gaan doen”. Mia heeft blijkbaar ook “het licht gezien” en “nooit afgezien”.
De Vos zei in 2003 tijdens een radio-interview voor het Radio 1-programma 100 op 1 dat het nummer deels geïnspireerd was door de tijd toen hij nog slechts een amateurartiest was. Het gaat in zijn woorden over mensen/vrouwen die hem demotiveerden en “zijn zoektocht naar het geluk trachtten te belemmeren”.
De muziek beweegt zich over twee ostinatoreeksen: Am-G-C in het couplet en de tussenspelen en F-G-C in het refrein.

## Covers
Op 11 juli 2006 werd het tot Beste Vlaamse Hit verkozen op Radio Donna. In de muziekwedstrijd Zo is er maar Eén werd het datzelfde jaar door Kate Ryan gecoverd.
Ook Milow heeft het lied (Engelstalig) gecoverd, net als Meskerem Mees en IBE. Eind december 2008 werd er zelfs een versie in het Latijn uitgebracht, Rosa, door de groep Capilla Flamenca. Ook deze versie werd populair en deze opname werd tijdens de afscheidsdienst van Luc De Vos afgespeeld.
Een versie in het Afrikaans is te vinden op het album For no apparent reason (2010) van Stefan Dixon.
In 2014 is het lied eveneens gecoverd door het Nederlandse zangduo Nick en Simon. Zij wilden voor de Vlaamse fans een klassieker coveren.  Zij brachten op 5 september 2014 hun verzamelalbum uit in België en wilden daar graag een Vlaamse klassieker op hebben staan.

## In populaire cultuur
- De afkorting van de Vlaamse Music Industry Awards is een knipoog naar dit nummer.[11]
- Het Canvasprogramma Alleen Elvis blijft bestaan uit 2013 is genoemd naar een bekende regel uit dit nummer.
- In het album Helder uit de stripreeks J.ROM - Force of Gold is een kleine onopvallende ode en verwijzing naar het lied Mia. Dit op pagina 11 met de tekst “Heb je dat licht gezien, Mia?”.
- Het nummer Het meisje uit het lied van Jonas Winterland (2015) gaat onder meer over Mia: “Mia heeft het licht gezien/Weet ondertussen iedereen/Maar als zij nu de afwas doet/Dan doet ze dat alleen”.

## Hitnoteringen

### Tijdloze 100 van Studio Brussel
| De Tijdloze | '87 | '88 | '90 | '91 | '92 | '93 | '94 | '95 | '96 | '97 | '98 | '99 | '00 | '01 | '02 | '03 | '04 | '05 | '06 | '07 | '08 | '09 | '10 | '11 | '12 | '13 | '14 | '15 | '16 | '17 | '18 | '19 | '20 | '21 | '22 | '23 | '24 |
| ----------- | --- | --- | --- | --- | --- | --- | --- | --- | --- | --- | --- | --- | --- | --- | --- | --- | --- | --- | --- | --- | --- | --- | --- | --- | --- | --- | --- | --- | --- | --- | --- | --- | --- | --- | --- | --- | --- |
| Mia         | -   | -   | -   | -   | -   | 98  | 75  | 74  | 54  | 24  | 19  | 18  | 10  | 2   | 2   | 1   | 1   | 1   | 2   | 2   | 3   | 4   | 5   | 8   | 11  | 22  | 1   | 2   | 3   | 2   | 5   | 3   | 4   | 6   | 7   | 7   | 2   |

### JOE FM Hitarchief Top 2000
| "Mia" JOE fm Hitarchief Top 2000 | "Mia" JOE fm Hitarchief Top 2000 | "Mia" JOE fm Hitarchief Top 2000 | "Mia" JOE fm Hitarchief Top 2000 | "Mia" JOE fm Hitarchief Top 2000 | "Mia" JOE fm Hitarchief Top 2000 | "Mia" JOE fm Hitarchief Top 2000 | "Mia" JOE fm Hitarchief Top 2000 | "Mia" JOE fm Hitarchief Top 2000 | "Mia" JOE fm Hitarchief Top 2000 |
| Jaar                             | 2009                             | 2010                             | 2011                             | 2012                             | 2013                             | 2014                             | 2015                             | 2016                             | 2017                             |
| -------------------------------- | -------------------------------- | -------------------------------- | -------------------------------- | -------------------------------- | -------------------------------- | -------------------------------- | -------------------------------- | -------------------------------- | -------------------------------- |
| Positie                          | 22                               | 19                               | 27                               | 34                               | 34                               | 31                               | 8                                | 7                                | 9                                |

### NPO Radio 2 Top 2000
| Nummer met noteringen in de NPO Radio 2 Top 2000 | '15  | '16  | '17  | '18  | '19  | '20  | '21  | '22  | '23  | '24  |
| ------------------------------------------------ | ---- | ---- | ---- | ---- | ---- | ---- | ---- | ---- | ---- | ---- |
| Mia                                              | 1413 | 1329 | 1227 | 1365 | 1393 | 1589 | 1504 | 1465 | 1499 | 1310 |

1. ↑  Een vetgedrukt getal geeft de hoogste notering aan.
2. ↑  2015 was het eerste jaar met een notering voor dit nummer.

### Radio 2 1000 Klassiekers
| Nummer met notering(en) in de 1000 Klassiekers van Radio 2 | '07 | '08 | '09 | '10 | '11 | '12 | '13 | '14 | '15 | '16 | '17 | '18 | '19 | '20 |
| ---------------------------------------------------------- | --- | --- | --- | --- | --- | --- | --- | --- | --- | --- | --- | --- | --- | --- |
| Mia                                                        | 21  | 40  | 40  | 35  | 35  | 91  | 89  | 3   | 14  | 11  | 15  | 16  | 7   | 6   |

1. ↑  Een getal geeft de plaats aan; een '-' dat het nummer niet genoteerd was. Een vetgedrukt getal geeft aan dat dit de hoogste notering betreft.